# Tillobroma aconcaguana
Tillobroma aconcaguana là một loài ruồi trong họ Asilidae. Tillobroma aconcaguana được Artigas & Lewis & Parra miêu tả năm 2005. Loài này phân bố ở vùng Tân nhiệt đới.